# West Des Moines (Iowa)
West Des Moines – miasto w Stanach Zjednoczonych, w stanie Iowa, w hrabstwach Dallas, Polk i Warren. Według spisu w 2020 roku liczy 68,7 tys. mieszkańców i jest siódmym co do wielkości miastem stanu. Należy do obszaru metropolitalnego miasta Des Moines.